# Дёйстер, Йерун
Йерун Дёйстер (нидерл. Jeroen Duyster, род. 27 августа 1966) — голландский спортсмен, гребец, призёр чемпионата мира по академической гребле 1994—1995 годов, а также Летних Олимпийских игр 1996 годов.

## Биография
Йерун Дёйстер родился 27 августа 1966 года в нидерландском городе Амстердам, Северная Голландия. Тренировался в клубе «Laga», Делфт. Профессиональную карьеру гребца начал с 1992 года.
Дебют на международной арене Дёйстера состоялся на соревновании «Национальный Кубок по академической гребле» 1992 года (1992 NATIONS CUP — GLASGOW) в Глазго, Великобритания. В финальном заплыве четвёрок с рулевым голландские гребцы заняли первое место в группе FB с результатом 06:31.390.
Первая медаль чемпионата мира по академической гребле в карьере Дёйстера была заработана на соревнованиях 1994 года в Индианаполисе. Выступая в составе восьмёрок с рулевого его команда с результатом 05:25.10 заняла второе место, уступив первенство заплыва соперникам из США (05:24.50).
Единственная олимпийская золотая медаль в активе Дёйстера была добыта на Летних Олимпийских играх 1996 года в Атланте. В составе голландкой восьмерки с рулевым во время финального заплыва его команда финишировала первой. С результатом 5:42.74 голландские гребцы обогнали соперников из Германии (5:44.58 — 2е место) и России (5:45.77 — 3е место).